# Griesbroek
Het Griesbroek is een natuurgebied in het Grote Netewoud in de Belgische gemeente Balen. Het ligt tussen Hulsen en Olmen in de vallei van de Grote Nete en wordt beheerd door Natuurpunt. Naast de Grote Nete stromen ook de Heiloop en de Laak door het gebied.

## Geschiedenis
Het gebied, oorspronkelijk een broekbos, werd vanaf de 10e eeuw ontbost. Aanvankelijk werd het gebruikt om schapen te weiden, later kwamen er omheinde beemden die als hooiland in gebruik waren. Omstreeks 1500 was dit een feit. Later werd met een vloedbeemdensysteem voedselrijk water van de Grote Nete opgebracht om de grasproductie te doen stijgen. Turfwinning werd eeuwenlang beoefend en eind 19e eeuw werd ook ijzeroer gewonnen.
In de jaren 50 van de 20e eeuw werd het bevloeiingssysteem verlaten en zorgde kunstmest voor de vruchtbaarheid. De natte beemden bleken echter niet geschikt voor landbouwmachines. en ze werden steeds vaker verlaten. Er werden hier en daar Canadapopulieren geplant en visvijvers gegraven. Andere delen werden moerassig en daar ontstonden weer elzen- en wilgenstruwelen.
In het gebied tussen Heiloop, Binnenbrokken (straat) en het Kanaal Dessel-Kwaadmechelen heeft zich, na het beëindigen van het vloedbeemdsysteem, weer broekbos gevormd. Ten noorden en ten zuiden daarvan ligt kleinschalig agrarisch gebied.
Door Natuurpunt worden percelen aangekocht in het gebied. Omstreeks 2012 bedraagt de totale oppervlakte 40 ha. De aankoopperimeter van Natuurpunt bedraagt zo'n 150 ha.

## Natuur
In het Griesbroek broeden onder de volgende vogelsoorten: ijsvogel, roodborsttapuit, kleine karekiet, sprinkhaanzanger, bosrietzanger, blauwborst en waterral.
Tot de amfibieën behoren: kleine watersalamander, alpenwatersalamander en brulkikker. De laatste is een exoot die een bedreiging vormt voor de inheemse fauna.
Vissen in de wateren van het gebied zijn de beekprik, kleine modderkruiper, blankvoorn, paling, bermpje, kopvoorn, en zonnebaars.
Van de insecten kunnen weidebeekjuffer, koraaljuffer, kempense heidelibel, diverse glazenmakers, de bloedrode heidelibel en de uiterst zeldzame veldparelmoervlinder in het Griesbeek worden aangetroffen. In totaal gaat het om meer dan vijftig zeldzame of uiterst zeldzame soorten van flora en fauna.
Biotopen in het natuurgebied zijn onder meer broekbos, doorstroommoeras, moeras, ruigtes, rietvelden, weides, naaldbos en heide. Het beheer bestaat vooral uit maaibeheer, begrazing, exotenbeheer (zoals bestrijding van de Amerikaanse vogelkers) en hakhoutbeheer.
Bij het voormalige café Centenial City aan de Vloedbeemdenstraat te Balen begint een uitgezette wandeling van drie kilometer.